# Тетрацціні (страва)
Тетрацціні — популярна страва американської кухні, в традиційній рецептурі є пастою з м'ясом птиці й пармезаном у вершковому соусі. Страву названо на честь знаменитої італійської співачки початку XX століття Луїзи Тетрацціні.

## Історія
Заведено вважати, що тетрацціні вигадав приблизно в 1908–1910 році Ернест Арбогаст, шеф-кухар Palace Hotel в Сан-Франциско: саме в цьому каліфорнійському місті 11 січня 1905 американський дебют Луїзи Тетрацціні (партія Джильди в опері Верді. Однак існує й інша версія, згідно з якою вперше страва була виготовлена в нью-йоркському Knickerbocker Hotel. Перший медійний відгук на тетрацціні з індичкою з'явився в жовтні 1908 року в американському жіночому журналі Good Housekeeping published: «читачам повідомлялося, що страва з індички, виготовленої в вершковому соусі зі спагеті, тертим сиром, нарізаними грибами ресторан на 42-й вулиці».
Тетрацціні з курчатою зробив знаменитим шеф-кухар Louis Paquet.

## Складові
Універсального стандарту для тетрацціні не існує, так що рецептів є чимало: часто їх розрізняють по основному наповнювачу (наприклад, тетрацціні з курчатою, тетрацціні з тунцем). Як макаронні вироби можуть виступати, наприклад, лінгвіні, спагеті або яєчна локшина. Для прикраси може використовуватися поєднання петрушки та хлібної крихти, але іноді також тертий сир та мигдаль. Традиційне приготування страви - запікання в духовці, посуді типу «касероль». У деяких рецептах рекомендується додати грибний суп-пюре з вершками. Існують і інші рецепти тетрацціні, в тому числі й значно складніші.